# Estalactite

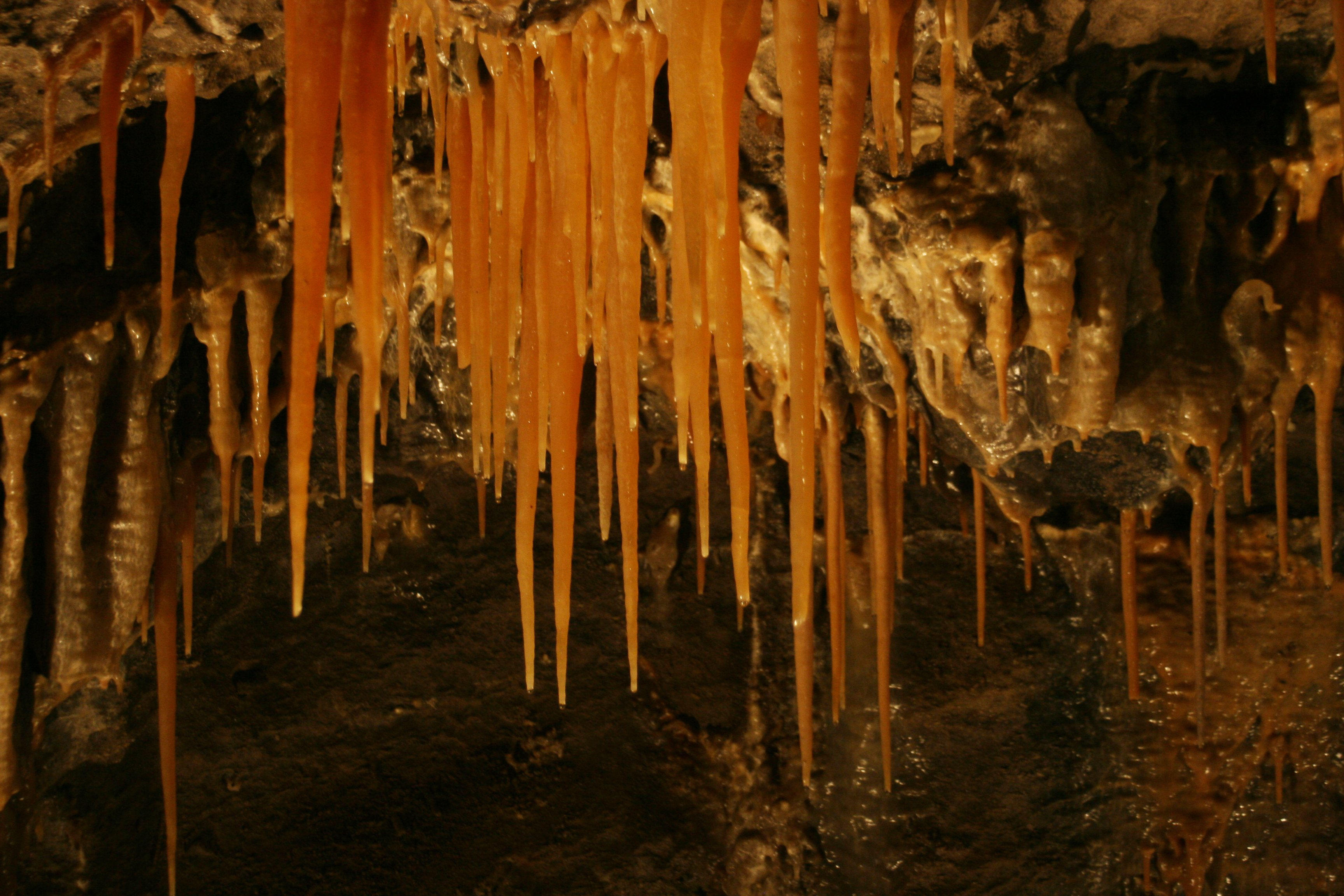
Estalactites na caverna Treak Cliff, Reino Unido.

Estalactites são formações rochosas sedimentares, mais explicitamente rochas sedimentares quimiogénicas, que se originam no teto de uma gruta ou caverna, crescendo para baixo, em direção ao chão, pela deposição (precipitação) lenta e contínua de carbonato de cálcio arrastado pela água que goteja do teto ou que sofre evaporação enquanto ainda no estalactite. Apresentam muito frequentemente uma forma tubular ou cônica.